# 53B busz (Tatabánya)
A tatabányai 53B jelzésű autóbusz a Végállomás, illetve Bányász Körtér és a Bridgestone között közlekedik. A vonalat a T-Busz Tatabányai Közlekedési Kft. üzemelteti.

## Története
Az új buszvonalat 2018. január 1-jén indította el Tatabánya új közlekedési társasága, a T-Busz Kft.

## Útvonala
| Bridgestone felé | Végállomás felé |
| --- | --- |
| (Bányász körtér –dr. Mohi Rezső út – Semmelweis utca – Népház utca – Vértanúk tere – Népház utca –) Végállomás – Kormos út – Aradi utca – Mátyás király út – Ady Endre utca – Bláthy Ottó utca – Köztársaság útja – Ifjúság út – Mártírok útja – Fő tér – Komáromi utca – Töhötöm vezér utca – Győri út – Rákóczi Ferenc út – Lapatári utca – Gerecse utca – Hadsereg utca – Építők útja – Kertváros, végállomás – Építők útja – Hadsereg utca – Szent György utca – Szőlődomb utca – Búzavirág utca – Orgona út – Üveggyár utca – Kőhíd utca – Bridgestone | Bridgestone – Kőhíd utca – Üveggyár utca – Orgona út – Búzavirág utca – Szőlődomb utca – Szent György utca – Hadsereg utca – Építők útja – Kertváros, végállomás – Építők útja – Hadsereg utca – Gerecse utca – Lapatári utca – Rákóczi Ferenc út – Huba vezér utca – Komáromi utca – Fő tér – Mártírok útja – Ifjúság út – Köztársaság útja – Bláthy Ottó utca – Ady Endre utca – Mátyás király út – Aradi utca – Kormos út – Végállomás (– Népház utca – Vértanúk tere – Népház utca – Semmelweis utca – dr. Mohi Rezső út – Bányász körtér) |

## Megállóhelyei
| 53B ((Bányász körtér –) Végállomás – Bridgestone) | 53B ((Bányász körtér –) Végállomás – Bridgestone) | 53B ((Bányász körtér –) Végállomás – Bridgestone) | 53B ((Bányász körtér –) Végállomás – Bridgestone) | 53B ((Bányász körtér –) Végállomás – Bridgestone) | 53B ((Bányász körtér –) Végállomás – Bridgestone) | 53B ((Bányász körtér –) Végállomás – Bridgestone) | 53B ((Bányász körtér –) Végállomás – Bridgestone)                                                                                            |
| Perc (↓)                                          | Perc (↓)                                          | Perc (↓)                                          | Megállóhely                                       | Perc (↑)                                          | Perc (↑)                                          | Perc (↑)                                          | Átszállási kapcsolatok |
| N                                                 | E                                                 | B                                                 | Megállóhely                                       | N                                                 | E                                                 | B                                                 | Átszállási kapcsolatok |
| ------------------------------------------------- | ------------------------------------------------- | ------------------------------------------------- | ------------------------------------------------- | ------------------------------------------------- | ------------------------------------------------- | ------------------------------------------------- | --- |
| ∫                                                 | ∫                                                 | 0                                                 | Bányász körtér végállomás                         | ∫                                                 | ∫                                                 | 45                                                | 1, 3, 3A, 3G, 3L, 4, 4E, 6, 8, 8L, 8S, 11, 16, 18, 36, 38, 38G, 51, 51B 8432, 8435, 8436, 8443                                               |
| ∫                                                 | ∫                                                 | 1                                                 | Újtemető                                          | ∫                                                 | ∫                                                 | 44                                                | 1, 1G, 3, 3A, 3G, 3L, 4, 4E, 6, 8, 8L, 8S, 11, 16, 18, 38, 38G, 51, 51B                                                                      |
| ∫                                                 | ∫                                                 | 2                                                 | Gőzfürdő                                          | ∫                                                 | ∫                                                 | 43                                                | 1, 1G, 3, 3A, 3G, 3L, 4, 4E, 6, 8, 8L, 8S, 11, 16, 18, 38, 38G, 51, 51B 8435, 8436                                                           |
| ∫                                                 | ∫                                                 | 4                                                 | Népház                                            | ∫                                                 | ∫                                                 | 41                                                | 3, 3A, 3G, 3L, 8, 8L, 8S, 10, 18, 38, 38G, 59B                                                                                               |
| ∫                                                 | ∫                                                 | 5                                                 | Vértanúk tere                                     | ∫                                                 | ∫                                                 | 40                                                | 3, 3A, 3G, 3L, 8, 8L, 8S, 10, 18, 38, 38G, 59B 8406, 8410, 8421, 8422, 8423, 8435, 8437, 8471                                                |
| ∫                                                 | ∫                                                 | 6                                                 | Hármashíd                                         | ∫                                                 | ∫                                                 | 39                                                | 3, 3A, 3G, 3L, 8, 8L, 8S, 10, 18, 38, 38G 8406, 8410, 8421, 8422, 8423                                                                       |
| 0                                                 | 0                                                 | ∫                                                 | Végállomás végállomás                             | 39                                                | 35                                                | ∫                                                 | 52, 52I, 53, 53I, 57, 59, 59B, 59I |
| 2                                                 | 1                                                 | 8                                                 | Alsógalla, vasúti megállóhely                     | 37                                                | 34                                                | 37                                                | 3A, 8, 8L, 8S, 9, 9D, 38, 38G, 57, 59, 59I S10 G10 S12                                                                                       |
| 3                                                 | 2                                                 | 9                                                 | Mátyás király út                                  | 36                                                | 33                                                | 36                                                | 3A, 8, 8L, 8S, 9, 9D, 38, 38G, 57, 59, 59I                                                                                                   |
| 5                                                 | 4                                                 | 11                                                | Ady Endre utca                                    | 34                                                | 31                                                | 34                                                | 3A, 8, 8L, 8S, 9, 9D, 38, 38G, 57, 59, 59I                                                                                                   |
| 6                                                 | 5                                                 | 12                                                | Tesco                                             | 33                                                | 30                                                | 33                                                | 8, 8L, 8S, 9, 9D, 18, 38, 38G, 57, 59, 59I                                                                                                   |
| 8                                                 | 7                                                 | 14                                                | Kodály Zoltán Iskola                              | 31                                                | 28                                                | 31                                                | 5, 5P, 6, 8, 8L, 10, 15, 16, 18, 38, 38G, 53I, 55, 57, 59B 8406, 8410, 8419, 8421, 8422, 8423, 8432, 8435, 8436, 8437, 8442, 8443, 8471 1784 |
| 10                                                | 9                                                 | 16                                                | Ifjúság út                                        | 29                                                | 26                                                | 29                                                | 2, 3, 3A, 3G, 3L, 6, 9, 9D, 10, 16, 38, 38G, 52, 52I, 53, 57, 59B, 59I, 70 8443                                                              |
| 11                                                | 10                                                | 17                                                | Mártírok útja                                     | 28                                                | 25                                                | 28                                                | 2, 3, 3A, 3G, 3L, 6, 9, 9D, 10, 16, 38, 38G, 53, 57, 59B, 59I, 70 8443                                                                       |
| 12                                                | 11                                                | 18                                                | Fő tér                                            | 27                                                | 24                                                | 27                                                | 2, 3, 3A, 3G, 3L, 6, 9, 9D, 10, 16, 38, 38G, 53, 57, 59B, 59I, 70 8443                                                                       |
| 13                                                | 12                                                | 19                                                | Ond vezér utca                                    | 26                                                | 23                                                | 26                                                | 2, 3, 3A, 3G, 3L, 38, 38G, 53, 53I, 57 |
| 14                                                | 13                                                | 20                                                | Lehel tér                                         | 25                                                | 22                                                | 25                                                | 2, 3, 3A, 3G, 3L, 38, 38G, 53, 53I, 57 |
| 15                                                | 14                                                | 21                                                | Töhötöm vezér utca                                | 23                                                | 21                                                | 23                                                | 2, 3, 3A, 3G, 3L, 5P, 10, 11, 15, 38, 38G, 53, 53I, 57 8400, 8401, 8462                                                                      |
| 17                                                | 16                                                | 23                                                | Lapatári utca                                     | ∫                                                 | ∫                                                 | ∫                                                 | 3, 3A, 3G, 3L, 8, 8L, 8S, 10, 18, 38, 38G, 52, 52I, 53, 53I, 59B                                                                             |
| 20                                                | 19                                                | 26                                                | Kertváros, végállomás                             | 19                                                | 16                                                | 19                                                | 3, 3A, 3G, 3L, 4, 4E, 8, 8L, 8S, 9, 9D, 10, 18, 38, 38G, 52, 52I, 53, 54                                                                     |
| 21                                                | 20                                                | 27                                                | Kölcsey Ferenc utca                               | 18                                                | 15                                                | 18                                                | 3, 3A, 3G, 3L, 4, 4E, 8, 8L, 8S, 9, 9D, 10, 18, 38, 38G, 52, 52I, 53, 54                                                                     |
| 22                                                | 21                                                | 28                                                | Bányász Művelődési Ház                            | 17                                                | 14                                                | 17                                                | 3, 3A, 3G, 3L, 4, 4E, 8, 8L, 8S, 9, 9D, 10, 18, 38, 38G, 52, 52I, 53, 54                                                                     |
| 23                                                | 22                                                | 29                                                | Gerecse utca                                      | 16                                                | 13                                                | 16                                                | 3, 3A, 3G, 3L, 4, 4E, 8, 8L, 8S, 9, 9D, 10, 18, 38, 38G, 52, 52I, 53, 54                                                                     |
| 25                                                | 23                                                | 31                                                | Kertvárosi lakótelep                              | 14                                                | 12                                                | 14                                                | 3G, 3L, 4, 4E, 8L, 9, 9D, 10, 18, 38, 38G, 52I, 53, 53I, 54, 59B                                                                             |
| 26                                                | 24                                                | 32                                                | Szőlődomb utca                                    | 13                                                | 11                                                | 13                                                | 4, 4E, 9, 9D, 52I, 53, 53I, 54, 59B |
| 27                                                | 25                                                | 33                                                | Szőlődomb utca, alsó                              | 12                                                | 10                                                | 12                                                | 4, 4E, 9, 9D, 52I, 53, 53I, 54, 59B |
| 30                                                | 27                                                | 36                                                | Otto Fuchs                                        | 9                                                 | 8                                                 | 9                                                 | 50, 51, 51B, 52I, 53, 53I, 54, 55, 57, 59, 59B, 59I 8402, 8403                                                                               |
| 31                                                | 28                                                | 37                                                | Coloplast                                         | 8                                                 | 7                                                 | 8                                                 | 50, 51, 51B, 52I, 53, 53I, 54, 55, 57, 59, 59B, 59I 8402, 8403                                                                               |
| 33                                                | 30                                                | 39                                                | Lotte - Samsung                                   | 6                                                 | 5                                                 | 6                                                 | 50, 51, 51B, 52I, 53, 53I, 54, 55, 57, 59, 59B, 59I 8402, 8403                                                                               |
| 35                                                | 31                                                | 41                                                | AGC Üveggyár                                      | 4                                                 | 4                                                 | 4                                                 | 50, 51, 51B, 52I, 53, 53I, 54, 55, 57, 59, 59B, 59I 8402, 8403                                                                               |
| 36                                                | 32                                                | 42                                                | BD Hungary                                        | 3                                                 | 3                                                 | 3                                                 | 50, 51, 51B, 52I, 53, 53I, 54, 55, 57, 59, 59B, 59I 8402, 8403                                                                               |
| 37                                                | 33                                                | 43                                                | Henkel Kft.                                       | 2                                                 | 2                                                 | 2                                                 | 50, 51, 51B, 52I, 53, 53I, 54, 55, 57, 59, 59B, 59I 8402, 8403                                                                               |
| 39                                                | 35                                                | 45                                                | Bridgestone végállomás                            | 0                                                 | 0                                                 | 0                                                 | 50, 51, 51B, 52I, 53I, 54, 55, 57, 59B, 59I 8402, 8403                                                                                       |